# Virgilio Mazzocchi
Virgilio Mazzocchi (* 22. Juli 1597 in Civita Castellana; † 3. Oktober 1646 ebenda) war ein italienischer Kapellmeister und Komponist.

## Leben und Werk
Virgilio Mazzocchi erhielt Unterricht u. a. von seinem Bruder Domenico Mazzocchi, der ebenfalls Komponist war. Nach seiner Ausbildung wurde er 1624 zum Kapellmeister an die Kirche Il Gesù in Rom berufen. In gleicher Position wirkte er 1628/1629 an San Giovanni in Laterano und anschließend bis zu seinem Tod an der Cappella Giulia im Petersdom. Daneben wirkte er am Collegium Romanum und am Collegio Inglese.
Mazzocchi gilt als einer der ersten Meister der Vielchörigkeit. Er erzielte große Effekte, indem er mehrere Chöre im Petersdom verteilte. Im Gegensatz zur älteren venezianischen Mehrchörigkeit am Markusdom ist der Stil weniger antiphonal und polyphon geprägt, sondern erzielt seine Klangwirkung im Raum eher durch einen verbreiterten homophonen Satz.
Erhalten haben sich nur ein fünfchöriges Magnificat und zwei- bis vierstimmige Werke, wie die Sacri Flores und Vesperpsalmen. Mazzocchi schrieb auch zahlreiche Oratorien und Kantaten sowie mehrere Opern.
Zu seinen Schülern zählte u. a. Giovanni Andrea Bontempi.